# Williamsonia (planta)
Williamsonia es un género extinto de plantas pertenecientes a Bennettitales, un orden de plantas  espermatofitas que se parecía a las cícadas. Especímenes fosilizados de Williamsonia se han descubierto en todo el mundo.

## Taxonomía
Williamsonia fue descrito originalmente como Zamia gigas por William Crawford Williamson. William Carruthers propuso el nombre Williamsonia en 1870 en referencia a su nombre, siendo W. gigas la Especie tipo.

## Biología
Williamsonia poseía un tronco robusto y tenía hojas como helechos (fronda). Esta planta no vivía en grupos.  Los estambres de Williamsonia estabn doblados hacia adentro y hacia arriba.
Williamsonia producía flores de 10 cm de longitud. Sus semillas crecían de un receptáculo floral y cada flor estaba rodeado por brácteas de protección (que a menudo eran la única parte de la planta que fosilizaba). El cono de Williamsonia tenía monoesporangios. Tenían una forma de copa y podían ser de hasta 15 cm de diámetro. Entre 25 y 50 óvulos podían estar presentes en cada cono. El desarrollo de los óvulos 5 parece ser similar a Cycadeoidea.

## Sitios fósiles
Un cono anatómicamente conservado de Williamsonia fue descubierto en rocas del período  Campaniense en la Isla de Vancouver. Esta fue la primera estructura reproductiva de Williamsoniaceae, que se recuperó en el oeste de América del Norte. Conos de Bennettitales 8 pulgadas de largo y 6 cm de diámetro fueron encontrados en la Formación Crato en Brasil, que puede pertenecer a Williamsonia, así como las que se encuentran en Gristhorpe el Cayton, Inglaterra (en este caso, la especie, W. leckenbyi). Y W. arrisiana ha descrito también en Rajmahal Hills, India, W. nizhoniamcdouldsd sido descrita en la Formación Chinle en Nuevo México.
En Brasil, se encontró Williamsonia en geoparque Paleorrota que estaban en la Formación Santa María, que data del Cárnico, Triásico Superior.